# دانيال نيلسن
دانيال نيلسن (1 مايو 1995 - ) هو لاعب كرة قدم دانمركي في مركز الدفاع. شارك مع منتخب الدنمارك لكرة القدم.

## وصلات خارجية
- دانيال نيلسن على موقع الاتحاد الأوربي (الإنجليزية)
- دانيال نيلسن على موقع قاعدة بيانات كرة القدم.إي يو (الإنجليزية)
- دانيال نيلسن على موقع ناشيونال فوتبول تيمز (الإنجليزية)
- دانيال نيلسن على موقع Soccerway.com (الإنجليزية)
- دانيال نيلسن على موقع عالم كرة القدم.نت (الإنجليزية)
- دانيال نيلسن على موقع GSA (الإنجليزية)